# Call of Duty 3
Call of Duty 3 (рус. «Зов долга 3») — игра в жанре шутер от первого лица, третья в серии Call of Duty. Call of Duty 3 была выпущена для игровых консолей седьмого (Xbox 360, PlayStation 3 и Wii) и шестого (PlayStation 2 и Xbox) поколений. Игра была разработана компанией Treyarch и издана Activision начиная с ноября 2006 года.

## Разработка
В игру добавлены новые эффекты, например, Depth of View (глубина зрения, улучшившая процесс прицеливания), преломление света в нагретом воздухе и, наконец, освещение, которое действительно стало объёмным. Стоит сказать и о системе рукопашного боя — теперь она более реалистичная по сравнению с предыдущей частью игры. Дым от дымовой шашки стал интерактивным: его направление распространения зависит от направления ветра или, например, от проезжающего сквозь него танка.

## Игровой процесс
В некоторых миссиях игрок сможет ехать на грузовике и на джипе, переправляться через реку на лодке, использовать танк. В отличие от предыдущей части игры, игрок сможет выполнять больше действий: к примеру у него появится возможность грести веслом в лодке.

### Однопользовательская игра
Игра для одного игрока состоит из 15 миссий. В ходе кампании, игрок будет сражаться за американских, канадских, британских и польских солдат во время Фалезской операции. 29-я пехотная дивизия (США) должна будет взять город Сен-Ло, захватить мост через реку Майен, коммуну Ле-Бур-Сен-Леонар и удержать Шамбуа. 4-я канадская бронетанковая дивизия должна будет пересечь реку Лэйсон и взять коммуну Сен-Ламбер-сюр-Див, чтобы помочь 1-й польской бронетанковой дивизии удержать   
высоту 262. Во время британских миссий, игрок будет играть за оперативника Особой воздушной службы, уничтожая в тылу, при поддержке французского сопротивления, немецкие зенитные орудия и нефтеперерабатывающий завод.

### Многопользовательская игра
Многопользовательский режим поддерживает до 24 игроков на Xbox 360 и PlayStation 3 и до 16 игроков для Xbox и PlayStation 2. Игрокам предоставляется на выбор стать пехотинцем или управлять техникой, такой как танки, джипы и мотоциклы с колясками. Присутствует деление на классы, например, игрок может стать снайпером или санитаром. Каждый класс имеет определённый набор оружия и уникальные способности, например снайпер может вызывать артиллерийскую поддержку, а медик - воскрешать раненых товарищей. 
Игра имеет очень интересную функцию на Xbox 360 — возможность играть на разделённом экране Split-screen в мультиплеере. Это значит, что 4 человека могут играть в сетевую игру на одной приставке одновременно.
Впоследствии, после выпуска игры, был выпущен дополнительный загружаемый контент для сетевых баталий. Он включает в себя бесплатную бонусную карту Champs, набор карт «Доблесть» и набор карт «Браво».

## Отзывы
| Сводный рейтинг    | Сводный рейтинг | Сводный рейтинг | Сводный рейтинг | Сводный рейтинг | Сводный рейтинг |
| Издание            | Оценка          | Оценка          | Оценка          | Оценка          | Оценка          |
| Издание            | PS2             | PS3             | Wii             | Xbox            | Xbox 360        |
| ------------------ | --------------- | --------------- | --------------- | --------------- | --------------- |
| GameRankings       | 82,17 %         | 80,78 %         | 69,16 %         | 82,73 %         | 82,36 %         |
| Metacritic         | 82/100          | 80/100          | 69/100          | 83/100          | 82/100          |
| Иноязычные издания |                 |                 |                 |                 |                 |
| Издание            | Оценка          | Оценка          | Оценка          | Оценка          | Оценка          |
| Издание            | PS2             | PS3             | Wii             | Xbox            | Xbox 360        |
| 1UP.com            | N/A             | N/A             | N/A             | N/A             | C+              |
| Eurogamer          | N/A             | N/A             | N/A             | N/A             | 7/10            |
| GameSpot           | N/A             | 8,2/10          | N/A             | N/A             | N/A             |
| IGN                | N/A             | N/A             | N/A             | N/A             | 8,8/10          |

Call of Duty 3 получила положительные отзывы.